# Norrlandsoperan
Norrlandsoperan är ett opera- och konserthus i Umeå.
Norrlandsoperan grundades 1974 och är idag ett scenkonsthus med en symfoniorkester och avdelningar för opera, dans, musik och konst samt verkstäder och ateljéer.  Flera av produktionerna turnerar i och utanför Västerbotten. Norrlandsoperan AB ägs till 40 procent av Umeå kommun via Umeå Kommunföretag AB och till 60 procent av Region Västerbotten.
Uppdraget är att producera, främja och utveckla konstnärlig verksamhet under devisen "Norrlandsoperan – Sveriges ledande spelplats för nyskapande scenkonst". 
Våren 2024 rekryterades Helle Solberg från Kungliga Operan till tjänsten som verkställande direktör med övergripande ansvar för den konstnärliga inriktningen. 
- Orkesterchef: Anna Sjödin[3]
- Konstnärlig ledare dans: Anja Arnquist[4]
- Konstnärlig ledare opera: Dan Turdén

## Historia
Norrlandsoperan grundades 1974 som en direkt följd av den statliga kulturreformen samma år. Musikteatergruppen Sångens makt – bland andra Monica Sjöholm, Helge Lannerbäck och Karl-Robert Lindgren – hade kopplingar till Vadstena-Akademien och utgjorde tillsammans med bland annat musiker från Regionmusiken i Umeå stommen i den nybildade operaensemblen, som inledningsvis fick arbeta under mer provisoriska villkor. Snart knöts även sångarna Carina Strandberg och Lars Martinsson till ensemblen.
Våren 1974 framfördes den första produktionen, Rossinis Italienskan i Alger i Umeå Folkets hus, som då huserade i en fastighet i korsningen Järnvägsallén-Östra kyrkogatan och blev ensemblens första hemvist. Dess förste chef var Arnold Östman, som åren 1974–1979 även var operans konstnärlige ledare.
År 1984 fick Norrlandsoperan överta den gamla brandstationen i Umeå, byggd 1937 i funktionalistisk stil och ritad av Wejke & Ödéen. Brandstationen genomgick en omfattande om- och tillbyggnad efter ritningar av Olle Qvarnström och samma år stod operan klar.
Ny chef och konstnärlig ledare åren 1988–1995 blev Per-Erik Öhrn, som kom att spela stor roll för operans utveckling med föreställningar som Jonas Forsells Hästen och gossen (1988, efter Sara Lidman) och Benjamin Brittens En midsommarnattsdröm (1991). Öhrn låg också bakom den mobila operasalong som sedan hans tid använts för turnéer runt om i Norrland.
2002 invigdes den nybyggda teatern och konsertsalen, som är sammanbyggd med det gamla operahuset. Operan fick därmed en salong med 480 platser, en stor scen med sidoscener och orkesterdike, samt en konsertsal med 500 platser. I den gamla byggnaden skapades loger. Några år senare tillkom en monteringshall för dekor på cirka 600 kvadratmeter.
I verksamheten ingår också ett dansprogram med gästspel av och samarbeten med olika danskompanier och koreografer i samverkan med organisationerna Dans i Västerbotten och Dansnät Sverige.
Norrlandsoperan ligger vid Operaplan, som har formen av en halvcirkel längs Västra Norrlandsgatan. Ursprunget till Operaplan är en av stjärnplatserna som bildades vid Umeå stads stadsplaneutvidgning 1898. Av de två tidigare utstrålande gatorna är bara Vasagatan öppen, i och med att Brandmannagatan blev en återvändsgränd bakom operan när den fick sin tillbyggnad 2002.

### Bilder

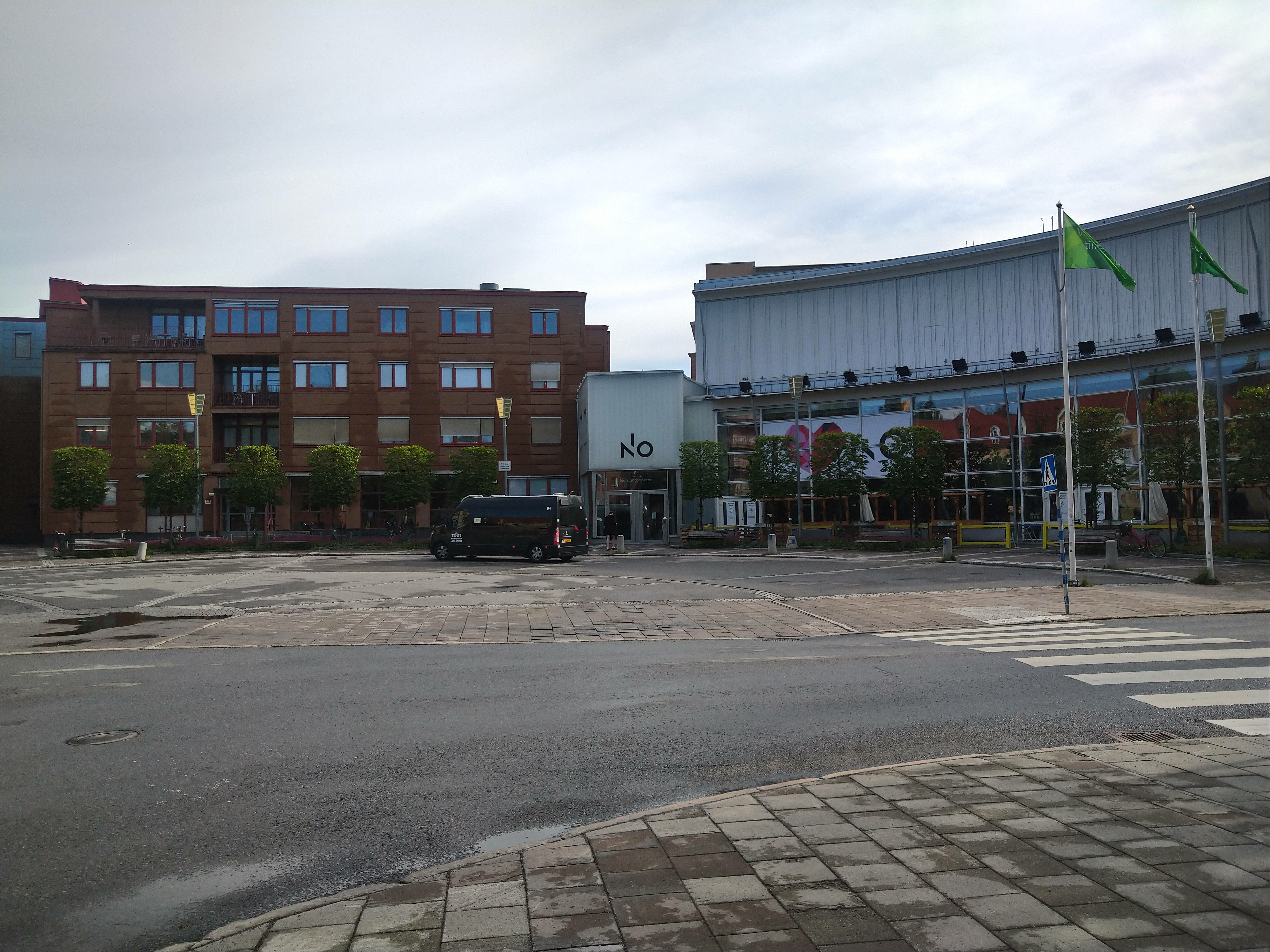
Operahuset och Operaplan 2021
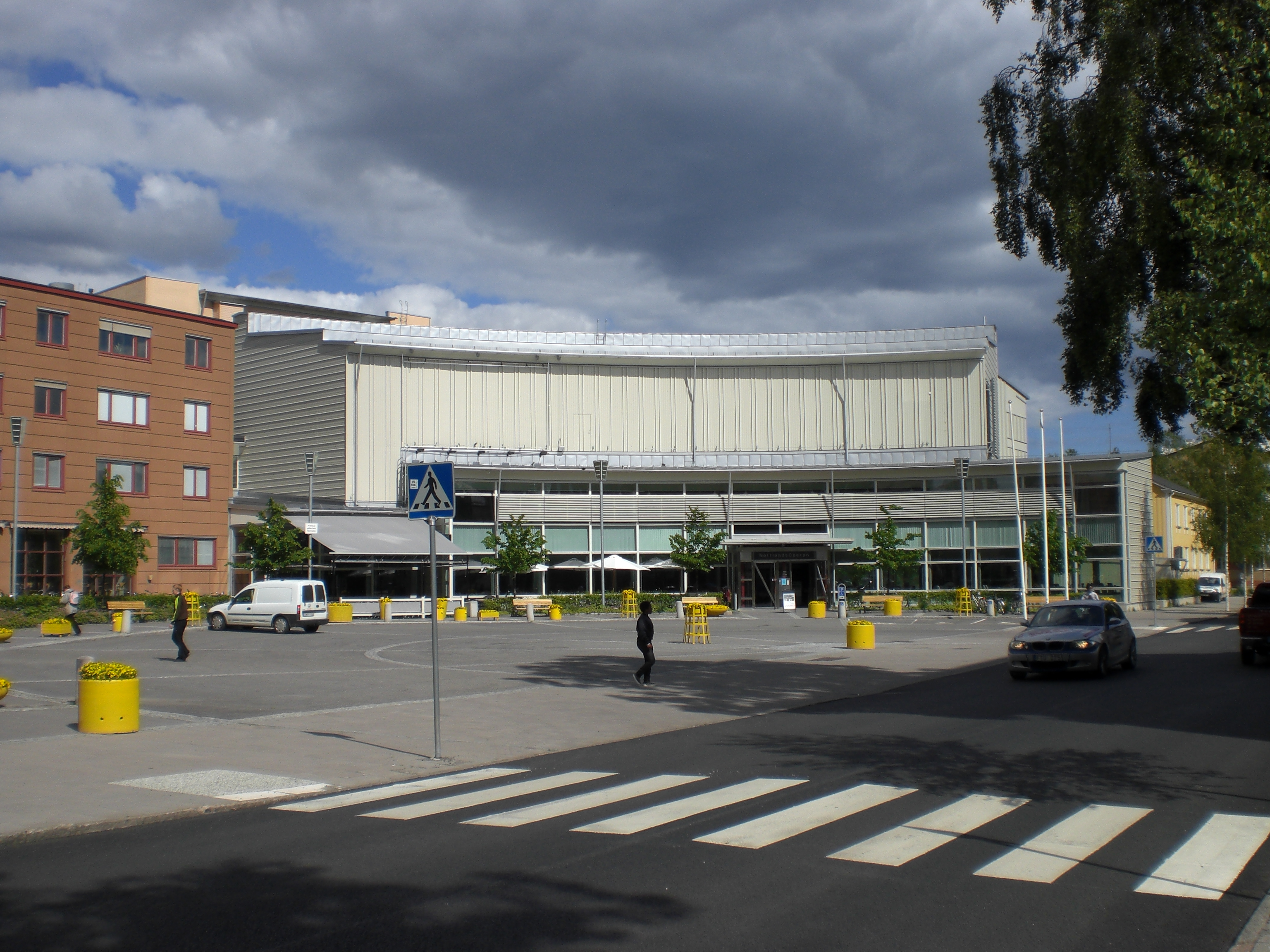
Operahuset 2009
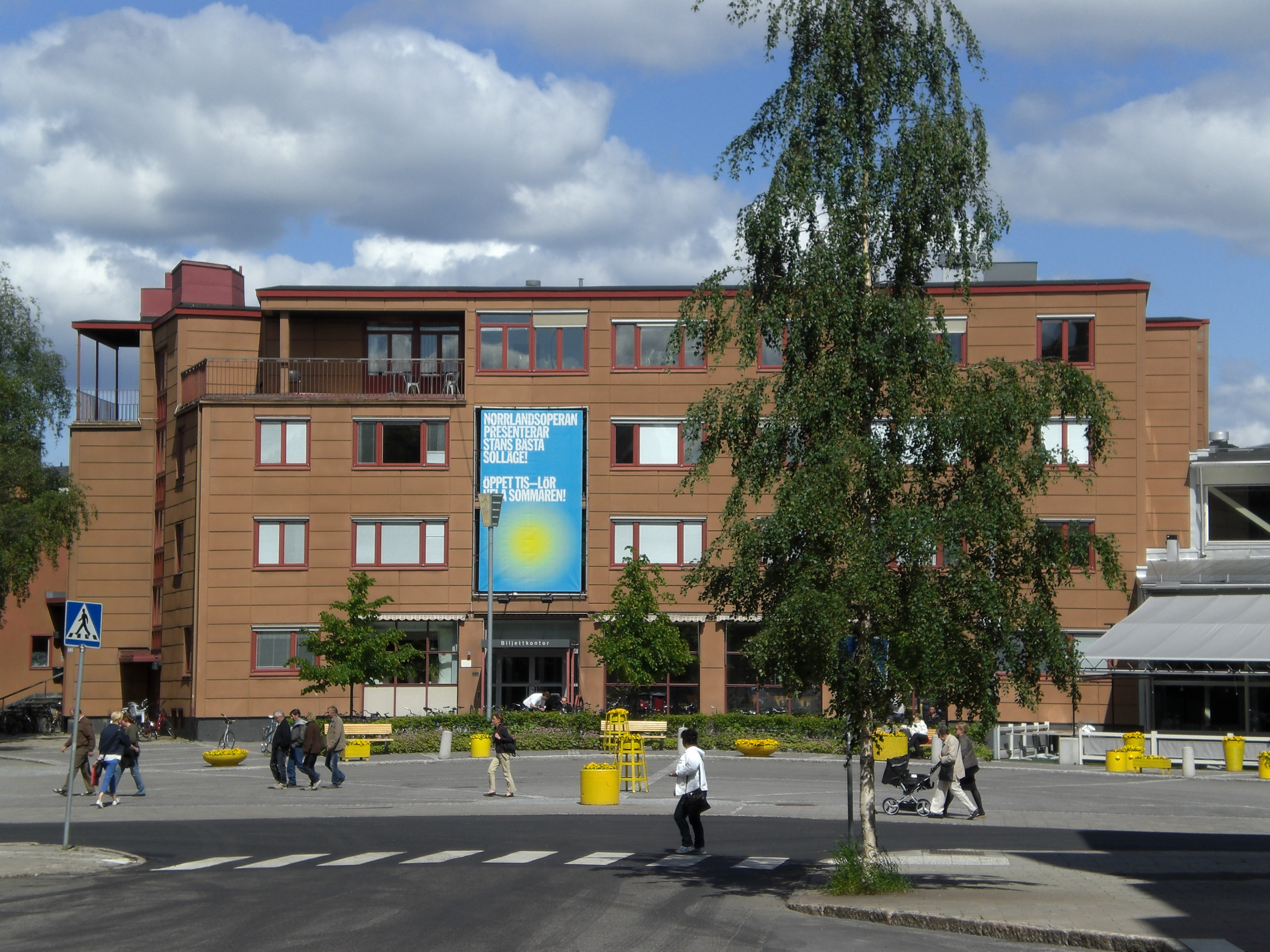
Byggnad som tidigare varit brandstation 2009
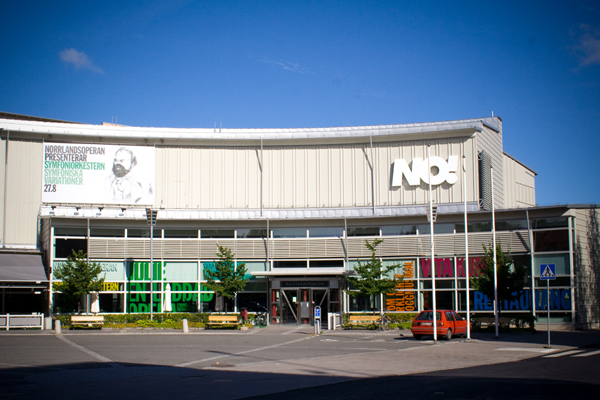
Operahuset 2009

## Salonger
Norrlandsoperan har fyra salonger: Stora scenen, Konsertsalen, Black Box och Studioscenen. I byggnaden finns också Vita kuben, ett utställningsrum för samtidskonst.
Stora scenen har 440 sittplatser på parkett och ytterligare 30 på balkong. Konsertsalen har 509 sittplatser och 60 ståplatser. Black Box har upp till 260 sittplatser (scen- och salongsstorleken förändras beroende på arrangemangets art). Studioscenen som främst används till barnföreställningar har 34 sittplatser på stolar och 30 sittplatser på golvet.

## Norrlandsoperans symfoniorkester
Norrlandsoperans symfoniorkester fick sin formella status 1991, men har rötter i I 20;s militära blåsorkester som bildades 1841. En stråksektion och vidare utökning av antalet musiker tillkom efterhand och från att ha varit en ren operaorkester har den blivit en symfonisk orkester med 47 yrkesmusiker (2017). Utöver att spela vid scenproduktioner har de även en egen konsertserie i Konsertsalen från 2002, samt gör skivinspelningar, beställer verk och turnerar inom Sverige och internationellt. De gör även kammarmusikkonserter och deltar i evenemang som Umeå jazzfestival.
Symfoniorkestern har bland annat belönats med en Grammis för inspelningen av Rosenbergs opera Lycksalighetens ö. Inspelningen av skivan Urban Concertos nominerades för en Grammy Award. 

### Chefsdirigenter
- 1995–2001 Roy Goodman
- 2000–2004 Kristian Järvi
- 2005–2009 Andrea Quinn
- 2009–2015 Rumon Gamba
- 2017–2018 Elim Chan
- 2024–2027 Eduardo Strausser

## Uppsättningar i urval
- 1988 uruppfördes Jonas Forssells opera Hästen och gossen, baserad på Sara Lidmans Jernbanesvit.
- 1991 uppfördes Benjamin Brittens opera En midsommarnattsdröm., baserad på Shakespeares teaterpjäs.[5]
- 1993 uruppfördes Ian McQueens familjeopera Fortunato med libretto av Vanda Monaco-Westerståhl efter den medeltida boken med samma titel.
- 1994 uruppfördes Jan Sandströms opera Bombi Bitt och Nick Carter, baserad på Fritiof Nilsson Piratens bok.[15]
- 1994 uruppfördes Grabbhalvan, med libretto av Björn Malmros och musik av Umeåsonen Björn Linnman.
- 2007 uruppfördes den kollektivt skapade blogg-operan Sjökor och stekare, samskriven av skolelever med flera. En internationell fortsättning följde med Dream and Reality (2009) i vietnamesiskt samarbete.
- 2012 uruppfördes Katarina Leymans symfoni Transient skies. Dirigent var Joana Carneiro och konserten sändes i SR P2.[16]
- 2012 uppfördes operan Elefantmannen av Carl Unander-Scharin och Michael Williams.[17]
- 2023 uruppfördes Jacques Offenbachs opera Hoffmanns Äventyr,[18]

Under Umeås år som Europas kulturhuvudstad 2014 uppfördes bland annat en mastodontproduktion av Richard Strauss Elektra utomhus på kaserngården på Umestan med väldiga dockor och scenbyggen i samarbete med spanska ensemblen La Fura dels Baus och regissören Carlus Padrissa. Det var Norrlandsoperans största uppsättning någonsin och visades även i Sveriges Television Efter den följde det prisbelönta uruppförandet av Blanche & Marie med musik av Mats Larsson Gothe och libretto av Maria Sundqvist efter PO Enquists Boken om Blanche och Marie. Även denna visades i SVT.

### Internationella samarbeten
NorrlandsOperan samarbetar sedan år 2005 internationellt med Vietnam National Opera and Ballet Theatre i Hanoi och Cape Town Opera i Sydafrika. Det vietnamesiska samarbetet har resulterat i samproduktioner som Mozarts Cosi fan tutte (2005), Puccinis Bohème (2009) och blogg-operan Dream and Reality (2009) utifrån samma koncept som med Sjökor och stekare, samt danssamarbeten.  Med Cape Town Opera har man samproducerat operor som Dvoraks Rusalka (2006), Gershwins Porgy och Bess (2006), Mats Larsson Gothes nyskrivna Poet and Prophetess (2008) och Brittens Peter Grimes (2009). Tillsammans med Det Kongelige Opera i Köpenhamn presenterade man Kaspar Holtens uppsättning av den nyskrivna operan Dancer in the Dark (2010) baserad på Lars von Triers film med samma titel.

## Särskilda händelser
Under en konsert med bandet Mando Diao den 27 januari 2007 i Black box rasade delar av golvet och omkring 50 personer föll cirka 2,5 meter mot det underliggande källargolvet. 29 personer fick föras till sjukhus för vård av varierande omfattning. Den dåvarande operachefen fälldes i tingsrätten 2009 för grov oaktsamhet men friades året därpå av hovrätten.
Operans tekniske chef som också stod åtalad friades i tingsrätten.